# Булатов Олег Геннадійович
Оле́г Генна́дійович Була́тов (14 червня 1962 — 19 травня 2015) — старший лейтенант Збройних сил України, капітан (посмертно).

## Життєвий шлях
Закінчив криворізьку ЗОШ № 103. Служив в РА, учасник війни в Афганістані. В часі російсько-української війни 1 серпня 2014 року пішов добровольцем до лав Збройних Сил України — командир взводу розвідки 17-ї ОТбр.
19 травня 2015 року близько полудня поруч із селом Катеринівка військовики помітили рух у лісопосадці в напрямку Стахановця біля самої лінії розмежування та вирушили на розвідку. Біля села знайшли покинуті позиції терористів. Повертаючись на мікроавтобусі з розвідки, загін потрапив у засідку. Булатов зі своєю групою виїхав на допомогу бійцям, які потрапили в засідку, в бою Олег загинув першим. Терористи обстріляли з мінометів і гармат зі сторони Первомайська й Стаханова, тоді також полягли Денис Перепелиця, Вадим Савчак та Микола Щуренко, 2 вояків зазнали поранень.
26 травня похований у Кривому Розі, у місті оголошено день смутку по загиблих Олегу Булатову та Сергію Бардасю.

## Нагороди та відзнаки
- указом Президента України № 436/2015 від 17 липня 2015 року, за особисту мужність і високий професіоналізм, виявлені у захисті державного суверенітету та територіальної цілісності України, вірність військовій присязі, нагороджений орденом Богдана Хмельницького III ступеня (посмертно).
- відзнакою міста Кривий Ріг «За Заслуги перед містом» 3 ступеню (посмертно)
- в криворізькій ЗОШ, яку закінчив Олег Булатов, відкрито меморіальну дошку його честі